# Николаев, Александр Сергеевич
Алекса́ндр Серге́евич Никола́ев (30 января 1990, Псков) — российский гребец-байдарочник, выступает за сборную России с 2008 года. Бронзовый призёр чемпионата мира, многократный победитель национальных и молодёжных регат. На соревнованиях параллельным зачётом представляет Псковскую и Московскую области, мастер спорта международного класса.

## Биография
Александр Николаев родился 30 января 1990 года в городе Пскове. В детстве увлекался плаванием, дошёл в этом виде спорта до второго разряда. Активно заниматься греблей начал в возрасте двенадцати лет, проходил подготовку в псковской специализированной детско-юношеской школе олимпийского резерва «Ника» под руководством тренера высшей категории Михаила Самарина, с 2005 года учился в училище олимпийского резерва в Бронницах, где тренировался у таких специалистов как Я. Я. Костюченко и М. Я. Костюченко. Состоит в московском центре летних видов спорта и в добровольном спортивном обществе «Динамо».
Первого серьёзного успеха на международном уровне добился в 2008 году, когда попал в число призёров взрослого первенства России и стал призёром юниорского чемпионата Европы — с этого момента состоит в основном составе российской национальной сборной. В следующем сезоне впервые выступил на взрослом европейском первенстве, сумел дойти до финальной стадии. В 2010 году одержал победу на молодёжном чемпионате Европы и благодаря череде удачных выступлений удостоился права защищать честь страны на чемпионате мира в польской Познани. В команде, куда также вошли гребцы Виктор Завольский, Александр Дьяченко и Евгений Салахов, завоевал бронзовую медаль в эстафете 4 × 200 м. На летние Олимпийские игры 2012 года в Лондон ездил в качестве запасного гребца.
В 2013 году на молодёжном чемпионате мира в Канаде взял сразу два золота, на дистанции 200 метров в зачёте одиночек и в двойках с Михаилом Тамоновым. Будучи студентом Московской государственной академии коммунального хозяйства и строительства, принял участие в летней Универсиаде в Казани, где выиграл золотую медаль в двухсотметровой гонке четырёхместных экипажей. За эти достижения по итогам сезона удостоен звания мастера спорта России международного класса. В сезоне 2014 боролся за попадание в основной состав сборной, тем не менее, занял на чемпионате страны в двойках только второе место, проиграв олимпийским чемпионам Дьяченко и Постригаю.